# Rok osvícenské šlechty

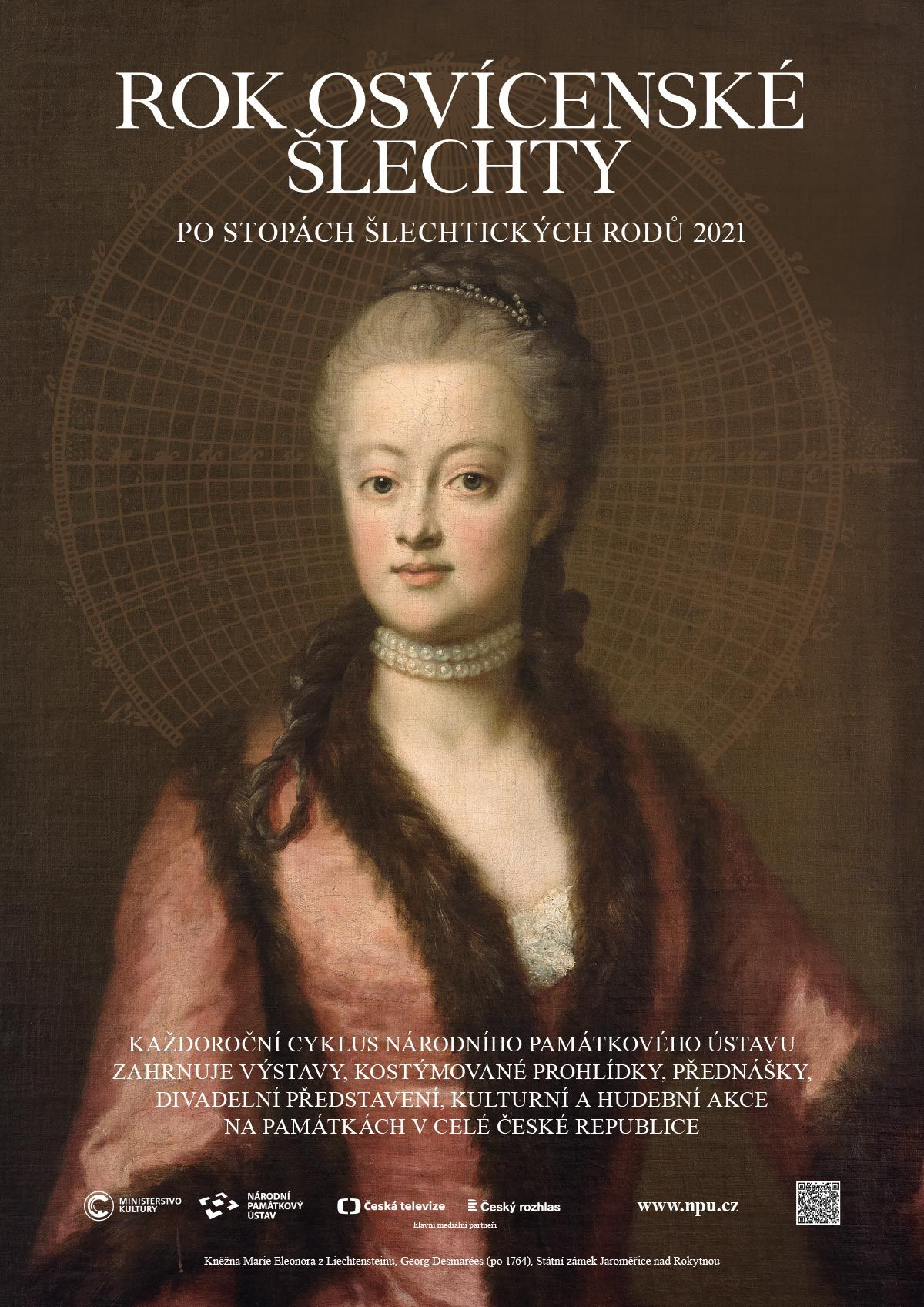
Plakát k Roku osvícenské šlechty

Projekt Rok osvícenské šlechty byl již jedenáctou akcí v dlouhodobém projektu Po stopách šlechtických rodů, který pořádá Národní památkový ústav za podpory Ministerstva kultury České republiky. Do projektu byly zapojeny územní památkové správy, územní odborná pracoviště a památky ve správě Národního památkového ústavu.
Rok 2021 byl věnován tématu osvícenství, které v 18. století znamenalo převrat ve vývoji evropského myšlení. Kladl si za cíl připomenout i řadu nepříliš známých intelektuálů, politiků, spisovatelů, vlastenců, sběratelů umění, vědců, milovníků hudby, svobodných zednářů i šarlatánů, kteří ducha osvícenství šířili po celé střední Evropě. 
Prostřednictvím publikací, výstav, expozicí, sociálních sítí a řady doprovodných kulturních a vzdělávacích akcí tento projekt po celý rok 2021 připomínal nejvýznamnější urozené osobnosti spojené s osvícenstvím a fenomény s ním spojené. Veřejnost byla seznámena s jejich životy, sídly, zahradami, sbírkami, osobními předměty i událostmi, pokrývajícími celé území zemí Koruny české.

## Osvícenství a nositelé hlavních idejí
Osvícenství představovalo myšlenkový proud, srovnatelný v dějinách evropské civilizace pouze s humanismem. Přineslo v polovině 18. století do habsburské monarchie myšlenky svobody, kritického myšlení a touhu měnit po staletí nehybnou společnost k lepšímu. Nové podněty, přicházející do střední Evropy z vyspělých zemí západní Evropy, nejdříve zasáhly vzdělanou aristokracii, která o nezbytnosti osvícenských reforem brzy přesvědčila i vládní kruhy. Období vlády císařovny Marie Terezie a jejích synů Josefa II. a Leopolda II. proměnilo barokní monarchii k nepoznání. Stovky patentů učinily z říše moderní stát s vyspělou byrokracií a novými institucemi. Poddaným pak bylo umožněno vykročit vstříc moderní občanské společnosti, v níž se mohli setkat se základy právního státu, náboženskou tolerancí, projevy veřejného mínění a možností nebývalého společenského vzestupu.

### Nositelé hlavních idejí
V habsburské monarchii to byli především šlechtici působící u dvora, v armádě a diplomacii. Někteří představitelé:
- kancléř Václav Antonín z Kaunitz-Rietbergu
- hrabě Bedřich Vilém z Haugwitz
- maršál Ernst Gideon von Laudon
- maršál Leopold Daun

## Zapojené institutce
Do projektu se zapojila tato pracoviště NPÚ:
- hrad Buchlov
- zámek Buchlovice

- zámek Hradec nad Moravicí
- klášter Kladruby

- zámek Konopiště
- zámek Krásný Dvůr
- Květná zahrada
- zámek Kunštát
- zámek Kynžvart
- zámek Lednice
- zámek Libochovice
- zámek Lysice
- zámek Manětín
- zámek Mnichovo Hradiště
- zámek Náměšť nad Oslavou
- hrad Nové Hrady
- zámek Opočno
- hrad Pernštejn
- zámek Rájec nad Svitavou
- zámek Ratibořice
- zámek Stekník
- zámek Sychrov
- hrad Švihov
- zámek Třeboň
- zámek Uherčice
- hrad Veveří
- zámek Vranov nad Dyjí
- Generální ředitelství, Územní památková správa Národního památkového ústavu v Kroměříži

Na spolupráci se podílely i další subjekty:
- Muzeum Novojičínska – zámek Kunín
- Zámek Slavkov
- Regionální muzeum v Teplicích
- Regionální muzeum v Mikulově
- Nový zámek Kostelec nad Orlicí

## Výstupy projektu

### Nové expozice
- Státní hrad Pernštejn – v červenci byla na hradě otevřena expozice o nově zrekonstruované osvícenské zahradě na svazích pod stáním hradem Pernštejnem. Výstava s názvem Cesty do krajin ticha seznámí zájemce s podobami moderních anglo-čínských zahrad na přelomu 18. a 19. století.
- Státní hrad Veveří – v srpnu byla slavnostně otevřena nově instalovaná prohlídková trasa na Veveří, která návštěvníky blíže seznamuje s osudy posledního vlastníka s královskou krví. Princ Gustav z Vasy na hradě pobýval v první polovině 19. století.
- Státní zámek Uherčice – po rozsáhlé a náročné památkové obnově byla v severním křídle zámku otevřena nová prohlídková trasa, která návštěvníky seznámí s historií posledních šlechtických majitelů, rodem Collalto et San Salvatore, zejména pak s osobností knížete Odoarda Collalto et San Salvatore.

### Publikace
- KONEČNÝ, Michal, CERMAN, Ivo. Tváře osvícenství. První vyd. Kroměříž: Národní památkový ústav, územní památková správa v Kroměříži, 2021. 287 s.
- KALÁBOVÁ, Lenka, KONEČNÝ Michal. Pernštejnský park. První vyd. Kroměříž: Národní památkový ústav, územní památková správa v Kroměříži, 2021. 239 s.

### Výstavy
- Vzpomínky na černobílý svět: Afričané v habsburské monarchii – panelová výstava, která byla zaměřena na osudy Afričanů ve službách habsburské barokní aristokracie na našem území. Primárně byla věnována osobnosti Angela Solimana. Angel Soliman působil ve službách knížat z Lichtensteinu. Díky svým schopnostem se vypracoval až na vrchol vídeňské osvícenské společnosti. Cílem výstavy bylo připomenout, že doba osvícenství s sebou přinesla i moderní témata jako svoboda, občanská práva a rasismus. Výstava byla slavnostně otevřena v červenci 2021 na zámku v Lednici. Tento zámek byl vybrán záměrně, Angelo Soliman zde pobýval jako doprovod svých urozených patronů.

## Kulturní akce
V rámci celého roku pořádaly zapojené instituce výstavy, přednášky, speciální prohlídky a další doprovodné tematicky zaměřené akce.